# Абтсгминд
Абтсгминд (њем. Abtsgmünd) општина је у њемачкој савезној држави Баден-Виртемберг. Једно је од 42 општинска средишта округа Осталб. Према процјени из 2010. у општини је живјело 7.431 становника. Посједује регионалну шифру (AGS) 8136002.

## Географија
Абтсгминд се налази у савезној држави Баден-Виртемберг у округу Осталб. Општина се налази на надморској висини од 375 метара. Површина општине износи 71,6 km².

## Становништво
У самом мјесту је, према процјени из 2010. године, живјело 7.431 становника. Просјечна густина становништва износи 104 становника/km².

## Међународна сарадња
| Мјесто                 | Држава  | Врста сарадње | Од    |
| ---------------------- | ------- | ------------- | ----- |
| Кастел Болоњезе Равена | Италија | партнерство   | 2007. |
| Извор                  |         |               |       |